# Mariano da Siena
Ser Mariano di Nanni da Siena (Siena, 1384 – ...) è stato uno scrittore italiano.
Rettore della parrocchia di San Pietro Ovile, il 9 aprile 1431 parte da Siena per Gerusalemme, dove si era già recato in due viaggio precedenti. A differenza delle sue prime visite, in questa occasione scrive un "Pellegrinaggio in Terrasanta", dettagliato resoconto che costituisce uno delle principali testimonianze dei viaggi in Medio Oriente nella prima metà del XV secolo. 
Accompagnato da altri due sacerdoti, segue a piedi l'itinerario Chiusi, Perugia, Gubbio, Urbino, Ravenna e Venezia, dove si imbarca con i compagni alla volta di Giaffa. Arrivato a Gerusalemme fine maggio, vi soggiorna almeno due settimane. Al ritorno sbarca in Puglia, visita San Michele del Gargano e prosegue per il Molise, l'Abruzzo, l'Umbria e la Val d'Orcia. È a Siena il 4 agosto, dopo quattro mesi di viaggio. Come altri scrittori di viaggi dell'epoca, nell'illustrare le terre visitate ricorre sovente a paragoni con paesaggi o edifici della terra d'origine. La sua testimonianza è particolarmente preziosa per la descrizione della liturgia al Santo Sepolcro e delle abitudini dei pellegrini 